# Papua New Guinea Post-Courier
Il Papua New Guinea Post-Courier è un quotidiano con sede a Konedobu, Port Moresby, Papua Nuova Guinea. 
Fu fondato il 30 giugno 1969. La sua società madre, The Herald and Weekly Times (successivamente acquistata da News Corp Australia), aveva acquisito quelli che all'epoca erano i due principali quotidiani della Papua Nuova Guinea, il South Pacific Post, che usciva tre giorni alla settimana, e il New Guinea Times Courier, che usciva due volte a settimana, e aveva deciso di fonderli in un'unica pubblicazione. Fu il primo quotidiano nazionale in Papua Nuova Guinea. 